# ケビン・レレナ
ケビン・レレナ（Kevin Lerena、1992年5月5日 - ）は、南アフリカ共和国のプロボクサー。ヨハネスブルグ出身。現WBC世界ブリッジャー級王者。元IBO世界クルーザー級王者。

## 来歴

### クルーザー級
2011年11月30日、プロデビュー。
2017年9月17日、ケンプトンパークのエンペラーズ・パレス内コンベンションセンター・センターコートでマルコ・フックの王座剥奪に伴うIBO世界クルーザー級王座決定戦を元WBA世界クルーザー級暫定王者のユーリ・カレンガと行い、12回2-1(111-117、116-113、115-113)の判定勝ちを収め王座を獲得した。
2020年2月8日、バーデン＝ヴュルテンベルク州のEWSアレーナで元WBA世界クルーザー級王者のフィラット・アルスランと対戦し、6回1分13秒TKO勝ちを収め6度目の防衛に成功、WBA世界クルーザー級暫定王者のリヤド・メルウィーへの挑戦権を獲得した。

#### ブリッジャー級の先駆けとして
2020年12月19日、ケンプトンパークのエンペラーズ・パレス内コンベンションセンター・センターコートでパトリック・フェルグーソンと対戦し、5回1分19秒TKO勝ちを収めた。当初はレレナが保持するIBO王座を懸けて対戦する予定だったがIBOは認めず、ヘビー級10回戦として行われたもののWBCが新設したブリッジャー級における最初の試合となった。
2021年6月24日、WBA世界クルーザー級レギュラー王者リヤド・メルウィーと7月17日に対戦予定だったが、レレナがスパーリング中に手を怪我したため試合がキャンセルになったことが発表された。

### ヘビー級
2022年3月26日、ケンプトンパークのエンペラーズ・パレス内コンベンションセンター・センターコートでボグダン・ディヌとWBAインターコンチネンタルヘビー級王座決定戦を行い、4回2分59秒KO勝ちを収め王座を獲得した。
2022年9月17日、ケンプトンパークのエンペラーズ・パレス内コンベンションセンター・センターコートでマリウシュ・ヴァフとIBOインターコンチネンタルヘビー級王座決定戦を行い、12回3-0（120-108×2、118-110）の判定勝ちを収め王座を獲得した。
2022年12月3日、ロンドンのトッテナム・ホットスパー・スタジアムにてタイソン・フューリー対デレック・チゾラ第3戦の前座でWBA世界ヘビー級レギュラー王者のダニエル・デュボアに挑戦。初回にいきなりデュボアに3度のダウンを奪うが、2回から巻き返されレフェリーストップによる3回3分TKO負けを喫し王座獲得に失敗した。

### ブリッジャー級
2023年5月13日、ケンプトンパークのエンペラーズ・パレス内コンベンションセンター・センターコートで元WBA世界クルーザー級王者でWBC世界ブリッジャー級2位のリヤド・メルウィーとWBCシルバー・ブリッジャー級王座決定戦及びWBC世界ブリッジャー級挑戦者決定戦を行い、12回3-0（118–110、116–112、115–113）の判定勝ちを収めシルバー王座及びルカシュ・ロザンスキーへの挑戦権を獲得した。
2023年11月25日、ケンプトンパークのエンペラーズ・パレス内コンベンションセンター・センターコートでWBC世界ブリッジャー級7位のセナド・ガッシーとWBC暫定・世界ブリッジャー級王座決定戦を行い、12回3-0（117-110、114-113、118-109）の判定勝ちを収め暫定王座を獲得した。
2024年3月8日、リヤドのキングダム・アリーナでジャスティス・フニとWBOグローバルヘビー級王座決定戦を行い、10回0-3（94-96×2、92-98）の判定負けを喫し王座を獲得出来なかった。
2024年10月8日、WBC世界ブリッジャー級王者のローレンス・オコリーがヘビー級転向を理由に王座を返上したため、WBCはレレナを同日付で暫定王者から正規王者に昇格させた。
2025年5月1日、サンベット・アリーナでWBCブリッジャー級シルバー王者およびWBC世界同級4位のセルヒイ・ラドチェンコと対戦し、3回中にラドチェンコのセコンドからタオルが投げ込まれ3回16秒TKO勝ちを収め初防衛に成功した。
2025年7月19日、ロンドンのウェンブリー・スタジアムにてオレクサンドル・ウシク対ダニエル・デュボア第2戦の前座でWBCヘビー級シルバー王者のローレンス・オコリーとWBCシルバー・同級タイトルマッチを行うも、一度流れて実現した両者の試合は10回0-3（90-100×2、91-90）の判定負けを喫しシルバー王座獲得に失敗した。

## 獲得タイトル
- WBFアフリカクルーザー級王座
- WBC世界クルーザー級ユースシルバー王座
- 南アフリカクルーザー級王座
- 南アフリカクルーザー級スーパー4トーナメント 優勝
- IBO世界クルーザー級王座
- WBAインターコンチネンタルヘビー級王座
- IBOインターコンチネンタルヘビー級王座
- WBCブリッジャー級シルバー王座
- WBC世界ブリッジャー級暫定王座（防衛0=正規王座に認定）
- WBC世界ブリッジャー級王座（防衛0）